# Der Fan
Pour plus de détails, voir Fiche technique et Distribution.
Der Fan est un film allemand réalisé par Eckhart Schmidt, sorti en 1982.

## Synopsis
Simone une adolescente allemande, le walkman toujours sur les oreilles est une fan de "R", un chanteur de pop en vogue. Elle rêve de lui et finit même par en perdre l’appétit. Elle décide un jour d’aller à sa rencontre lors d’une séance d’autographes.

## Fiche technique
- Titre : Der Fan
- Réalisation : Eckhart Schmidt
- Scénario : Eckhart Schmidt
- Photographie : Bernd Heinl
- Musique : Rheingold
- Pays d'origine :  Allemagne de l'Ouest
- Format : Couleur - 1,85:1 - Mono
- Genre : horreur
- Date de sortie : 1982

## Distribution
- Désirée Nosbusch : Simone
- Bodo Steiger : 'R'
- Joachim Fuchsberger